# 돈 루이스

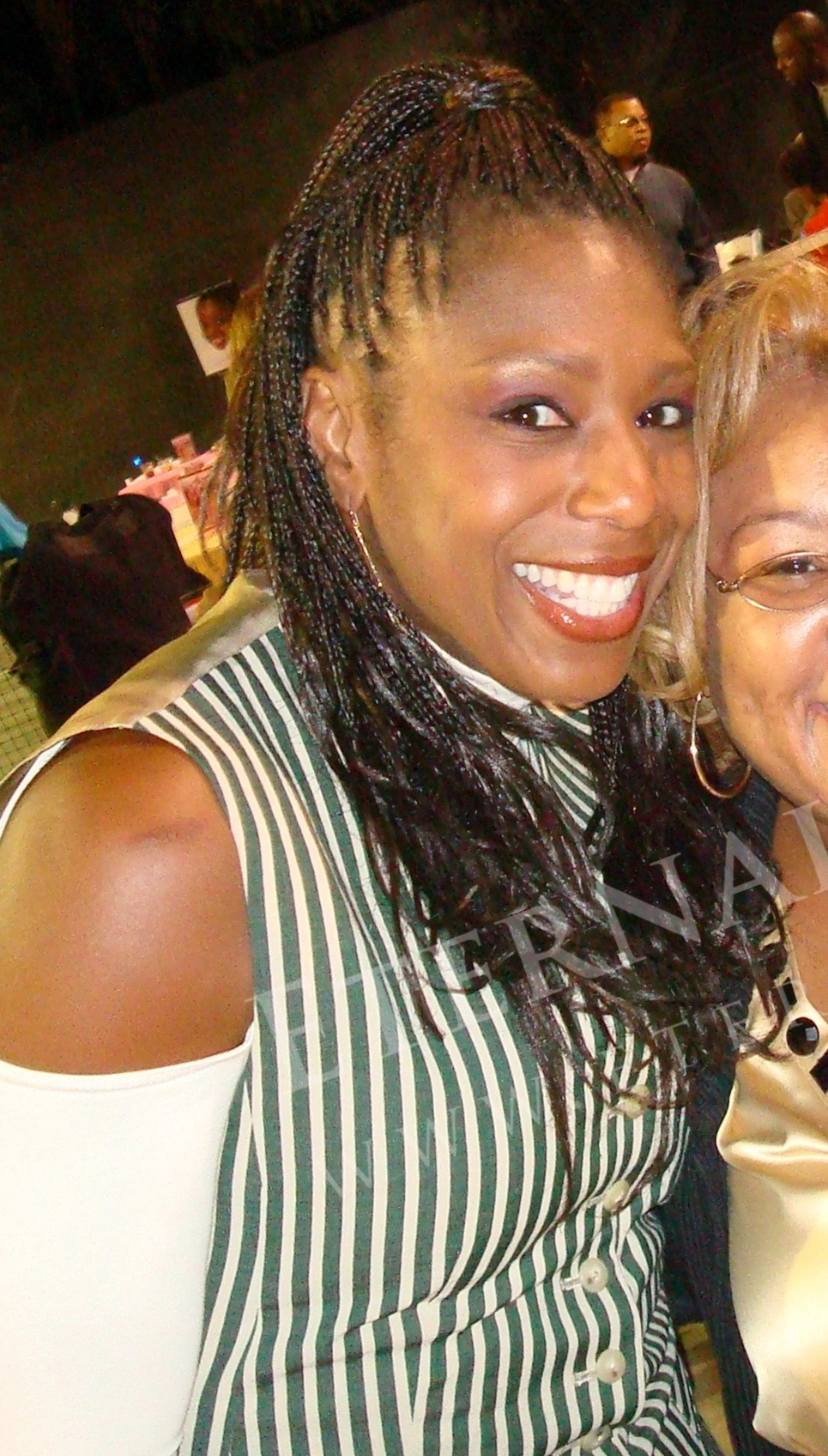

돈 루이스(Dawnn Lewis, 1961년 8월 13일 ~ )는 미국의 배우, 텔레비전 배우, 성우, 영화배우이다.
브루클린에서 태어났다.

## 영화
- 버니언 앤 베이브 (2017년)
- 리바이벌! (2014년)
- 토이 스토리 공포의 대탈출 (2013년)
- 렛 잇 샤인 (2012년)
- 신바드: 웨어 유 빈? (2010년) - 본인 역
- 프리처스 키드 (2010년)
- 미국 십대의 비밀생활 시즌1 (2008년)
- 라스트 센티널 (2007년)
- 드림걸스 (2006년) - 멜바 멀리 역
- 원 트리 힐 (2003년)
- 푸프 포인트 (2001년)
- 더 우드 (1999년)
- 퓨쳐라마 (1999년)
- 킹 오브 더 힐 (1997년)
- 언더 프레셔 (1997년) - 샌디 티에라 역
- 더 체로키 키드 (1996년)
- 스파이더맨 - TV 만화 시리즈 (1995년)
- 사이보 걸 (1992년)
- 아임 고너 깃 유 서카 (1988년)